# Super Bowl XXXIV
Super Bowl XXXIV var den 34. udgave af Super Bowl, finalen i den amerikanske football-liga NFL. Kampen blev spillet 30. januar 2000 i Georgia Dome i Atlanta og stod mellem St. Louis Rams og Tennessee Titans. Rams vandt 23-16, og sikrede dermed klubbens første Super Bowl-triumf nogensinde.
Kampens MVP (mest værdifulde spiller) blev Rams quarterback Kurt Warner.
| NFL | Spire Denne artikel om NFL er en spire som bør udbygges. Du er velkommen til at hjælpe Wikipedia ved at udvide den. |